# Rhodopina seriata
Rhodopina seriata là một loài bọ cánh cứng trong họ Cerambycidae.